# Ерколе Гонзага
Вижте пояснителната страница за други личности с името Ерколе Гонзага.
Ерколе Гонзага (на италиански: Ercole Gonzaga; * 22 ноември 1505, Мантуа; † 2 март 1563, Тренто) от рода Гонзага е кардинал на Римокатолическата църква от 1527 г. до смъртта си по времето на папа Климент VII.
Той е добър политик и щедър меценат на художници и писатели. Отличава се като колекционер на ценни гоблени и старинни книги.

## Произход
Той е вторият син на Франческо II Гонзага (1466 – 1519), маркграф на Мантуа, и на съпругата му Изабела д’Есте (1474 – 1539). Негови дядо и баба по бащина линия са Федерико I Гонзага, маркграф на Мантуа, и Маргарета Баварска, а по майчина – Ерколе I д’Есте, херцог на Ферара, и Елеонора Арагонска. Има двама братя и четири сестри:
- Елеонора (1493 – 1550), херцогиня на Урбино като съпруга на Франческо Мария I дела Ровере
- Маргарита (1496 – 1496)
- Федерико II (1500 – 1540), маркграф на Мантуа, херцог на Мантуа, както и маркграф на Монферат като съпруг на Маргарита Палеологина
- Иполита (1503 – 1570), монахиня
- Феранте I (* 1507 – 1557), граф на Гуастала, вицекрал на Сицилия, вицекрал на Милано, както и княз на Молфета като съпруг на Изабела ди Капуа
- Ливия (1508 – 1569,), монахиня с името Паола

Има и три полусестри от извънбрачни връзки на баща си.

## Биография
Майка му го насочва към църковна кариера и още през 1520 г.му е поверена длъжността на коадютор на епархията на Мантуа, отстъпена му от чичо му кардинал Сиджизмондо Гонзага.
Започва да следва в Болонския университет през 1521 г., където изучава философия и литература при Пиетро Помпонаци. По време на престоя си там води светски живот и има четири извънбрачни деца.
Избран за епископ на Мантуа през 1521 г., Ерколе първоначално е назначен за администратор до достигане на каноничната възраст от 27 години за действащи епископи, въпреки че не получава епископско ръкополагане до 1561 г. Управлява този престол до смъртта си. 
Бедствията на Конякската лига принуждават папа Климент VII да събере пари за адекватна защита на Рим в случай на нашествие. Затова на 3 май 1527 г. папата предлага за продажба пет кардиналски шапки, всяка на цена от 40 златни дуката. Изабела д’Есте, която по това време е в Рим, решава да закупи една от тези титли за сина си и договорът е подписан в Палацо Колона. Освен това тя осигурява кардиналската шапка да бъде дадена на маркиз Федерико I. До назначаването на кардинал Иполито де Медичи Ерколе е най-младият италиански кардинал. Официалната церемония по встъпването му в длъжност е в замъка Говерноло. Въпреки въпроса за продажбата, за кардинал е  необходимо одобрение от Светия престол и затова след подписването на договора на 5 май 1527 г. Климент VII предоставя на Ерколе дяконството на Санта Мария Нуова.
След като става администратор на епископската престолница Сована от 5 юли 1529 г. до 17 април 1532 г., той става губернатор на Тиволи от 1530 до 1535 г. Неговото значение на международната сцена нарасна неимоверно, когато първо става защитник на Кралство Кастилия и Леон, а след това и на цялото Кралство Испания. През 1532 г. той става легат на император Карл V. През 1534 г. участва в конклава, който избира папа Павел III. През 1535 г. публикува нов катехизис, който е разработил за обществено образование.
От 1540 г. е регент от името на племенника си Франческо III Гонзага след смъртта на херцог Федерико и също в този случай се отличава като отличен администратор: успява да обогати финансите на херцогството, като намалява наетия персонал от 800 на 350 души. 
През 1543 г. започва борбата си срещу лутеранската доктрина, която е навлязла в някои райони на държавата на Гонзага, като Кастел Гофредо, Виадана и Гондзага. 
През тези години той възлага на Джулио Романо да реставрира крило на Епископския дворец, а през 1545 г. и пълната реставрация на катедралата в Мантуа.
В църковната област Ерколе става администратор на епископския престол в Тарасона, Испания, от 26 юни 1537 г. до 3 декември 1546 г. Заедно със снаха си Маргарита Палеологина е регент на Херцогство Мантуа по време на малолетието на племенниците си Франческо III и Гулиелмо I между 1540 и 1559 г. През 1559 г. предава властта на държавата на херцог Гулиелмо Гонзага, посвещавайки се изключително на пасторска дейност.
Участва в конклава от 1549-1550 г., на който е избран папа Юлий III, и в този от 1555 г.,  на който е избран Марцел II. В конклава на 25 декември 1559 г. Ерколе Гонзага не става папа само с пет гласа разлика (избран е Пий IV). Междувременно, през 1556 г., той е ръкоположен за свещеник и избира ордена на кардинали презвитери, а дяконството му е повишено pro illa vice в тази титла от 6 юли 1556 г. На 4 септември 1560 г. е избран за легат в Кампаня и Маритима за две години, но подава оставка на 9 май 1561 г., предпочитайки назначението си за легат пред Трентския събор. Тъй като се нуждае от епископска квалификация, за да може да участва в заседанията на събора, на 8 юни 1561 г. той получава епископско ръкополагане в катедралата „Сан Виджилио“ в Тренто от ръцете на кардинал Джироламо Серипандо, архиепископ на Салерно, подпомаган от Джовани Томазо Сан Феличе, епископ на Кава, и Анджело Масарели, епископ на Телезе.
Умира в Тренто, където председателства събора, в нощта на 2 март 1563 г. на 57-годишна възраст от треска и е погребан до брат си Феранте в катедралата „Свети Петър“ в Мантуа. Оставя наследство от 30 000 скуди на католическата финансова институция Монте ди Пиетà за годишна вноска от 300 скуди за йезуитското училище, което ще бъде създадено в Мантуа. По време на Наполеоновата епоха гробницата му в катедралата в Мантуа е осквернена от френски войници, които търсят злато вътре.

## Потомство
От мантуанската благородничка Изабела Петроцани има един извънбрачен син:
- Джулио Чезаре Гонзага (* 1557, †?)

От неизвестни жени има един извънбрачен син и две извънбрачни дъщери:
- Анна Гонзага, монахиня в манастира „Сан Винченцо“ в Мантуа
- Камило Гонзага
- Елизабета (или Изабела) Гонзага, ∞ за граф Карло Мафей, син на Николо Мафей